# اللغة الجاوية
اللغة الجاوية هي لغة الشعب الجاوي من الأجزاء الوسطى والشرقية من جزيرة جاوة، في إندونيسيا وهناك أيضا مجموعة متحدثي للجاوية في الساحل الشمالي لجاوة الغربية، إنها اللغة الأم لأكثر من 98 مليون شخص (أكثر من 42٪ من مجموع سكان إندونيسيا). سميت نسبة لجاوة. في الحياة اليومية، تستبدل الحروفُ اللاتينية النصَ الجاوي التقليدي التي قدمها الهولنديون أول مرة في القرن التاسع عشر.